# Jean Barbe
Pour les articles homonymes, voir Barbe (homonymie).
Jean Barbe est un écrivain et chroniqueur culturel québécois, né à Laval le 24 novembre 1962.

## Biographie
Chroniqueur culturel depuis les années 1980 dans la presse et à la télévision, il est connu pour ses prises de position bousculant le politiquement correct, il apporte à plusieurs reprises son soutien à des mouvements politiques de gauche comme les Indignés. 
Il participe en 1986 à la fondation du journal culturel hebdomadaire Voir, dont il assume la direction de rédaction jusqu'en 1992.
Collaborateur pour les journaux La Presse et Le Soleil, ainsi que pour les magazines L’Actualité et Elle Québec, il participe à la création de nombreuses émissions et de plusieurs documentaires à Radio-Canada. Il est aussi critique au magazine culturel La Bande des Six (1989-1992).
Il exerce la fonction de directeur de l'éditorial aux éditions Leméac de 2005 à 2010.
Devenu blogueur pour le Journal de Montréal, il est licencié en novembre 2012 après la publication d'une chronique dans laquelle il écrit sa déception face au budget du nouveau gouvernement péquiste, tout en critiquant vertement la culture de détournement de vérité entretenue par certains de ses collègues journalistes et en comparant l'acceptation du libéralisme économique à la collaboration de certains prisonniers avec les nazis dans les camps de concentration.
De 2012 à 2016, il est animateur sur la chaîne de télévision MATV où il pilote l'émission littéraire Tout le monde tout lu !.

### Carrière littéraire
En littérature, il publie d'abord un roman, Les Soupers de fête, et un recueil d'articles, Chroniques de l'air du temps, aux éditions du Boréal au début des années 1990. 
Chez Leméac, il fait paraître en 2001 Autour de Dédé Fortin, un essai biographique, suivi de deux romans : Comment devenir un monstre (2004), un gros succès critique et public, et Comment devenir un ange (2005, en coédition avec Actes Sud). Le Travail de l'huître (2008) est un roman historique.

### Condamnation
Jean Barbe est reconnu coupable envers une collègue de travail de harcèlement sexuel et racial en 2003.

## Œuvres

### Romans
- Les Soupers de fête, Boréal, 1991
- Comment devenir un monstre, Leméac, 2004
- Comment devenir un ange, Leméac/Actes Sud, 2005
- Le Travail de l'huître, Leméac, 2008

### Recueil d'articles
- Chroniques de l'air du temps, Boréal, 1993

### Essais
- Autour de Dédé Fortin, Leméac, 2001
- Histoires de-- : récits radiophoniques : anthologie, Leméac, 2007 (en collaboration avec Juliette Ruer et Éric Foulanty)
- De quoi le Québec a-t-il besoin ? : fragments d'un dialogue essentiel : entretiens, Leméac, 2011 (en collaboration avec Marie-France Bazzo et Vincent Marissal)
- De quoi le Québec a-t-il besoin en éducation ? (recueil d'entretiens), Leméac, 2012 (en collaboration avec Marie-France Bazzo, Vincent Marissal et Carole Bouchard)
- Discours de réception du prix Nobel, Leméac, Montréal, 2018, 64 pages

### Scénario
- Sympathie pour le diable, réalisé par Guillaume de Fontenay,  2019

## Honneurs
- Prix des libraires du Québec (2005), Comment devenir un monstre
- Prix Philippe-Rossillon (2005), Comment devenir un monstre
- Prix littéraire France-Québec (2005), Comment devenir un monstre
- Prix lituanien du livre francophone (2010), Comment devenir un monstre